# 伝田清作

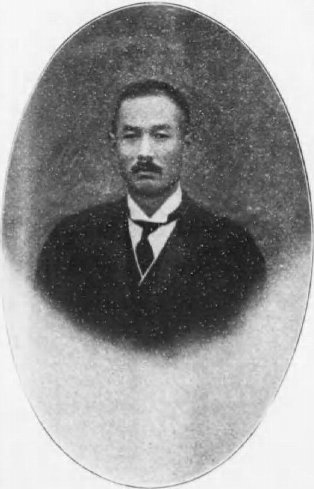
伝田清作

伝田 清作（でんだ せいさく、明治3年7月24日（1870年8月20日） - 昭和9年（1934年）2月4日）は、日本の衆議院議員（憲政会→立憲民政党）、ジャーナリスト。

## 経歴
信濃国水内郡（現長野県長野市）生まれ。信濃日日新聞社常務取締役、日比谷自動車株式会社取締役を務めた。長野県会議員、同参事会員を歴任した。
1925年（大正15年）、衆議院議員補欠選挙に出馬し、当選を果たした。